# Années 490
Les années 490 couvrent la période de 490 à 499.

## Événements

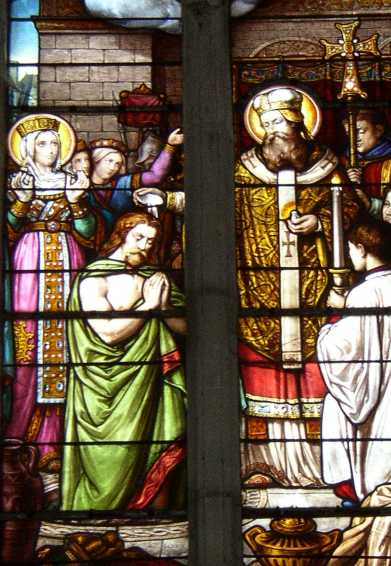
Baptême de Clovis, selon la tradition, Vitrail de l'église Saint-Vincent de Neuvy-le-Roi.

- Vers 490-500 : bataille du mont Badon, rapportée dans les chroniques ; dernière victoire des Bretons sur les envahisseurs anglo-saxons en Bretagne[1].
- Vers 490 : hérésie de Mazdak en Perse[2].
- 491-518 : règne d'Anastase Ier, empereur byzantin[3].
- 492-497 : guerre d'Isaurie[4].
- 493 : fondation du Royaume ostrogoth en Italie par Théodoric le Grand[5].
- 494-534 : guerre d'El Basous en Arabie[6].
- Vers 495/496 : le roi Alkhon Toramāṇa règne sur le nord de l'Inde[7]. Selon le pèlerin chinois du VIIe siècle Xuanzang, Toramāna et son fils Mihirakula persécutent le bouddhisme au Malwa et Penjab[8].
- 496 : bataille de Tolbiac[9]. Après sa victoire dur les Alamans, Clovis Ier, roi des Francs, est baptisé à Reims, le jour de Noël, entre 496 et 506, peut-être en 499. Il devient ainsi le seul roi barbare légitime aux yeux des populations orthodoxes de la Gaule. Sa conversion, puis celle, progressive, du peuple franc, permet aux souverains mérovingiens de contrôler la nomination des évêques et des abbés, choisis parmi l'aristocratie franque ; un siècle plus tard, les évêques portent des patronymes francs[10].
- 496-499 : guerre civile pour la succession en Perse sassanide. Le roi Kavadh Ier, évincé pour son attachement au mazdakisme, retrouve son trône avec l'aide des Huns hephthalites[2].
- 499 : le mathématicien et astronome indien Aryabhata publie un traité d'astronomie, l'Āryabhaṭīya[11].

## Personnages significatifs
- Ambrosius Aurelianus
- Anastase Ier (empereur byzantin)
- Anastase II (pape)
- Cassiodore
- Césaire d'Arles
- Clovis Ier
- Gélase Ier
- Symmaque (pape)
- Théodoric le Grand